# تویا (ملکه مصر باستان)

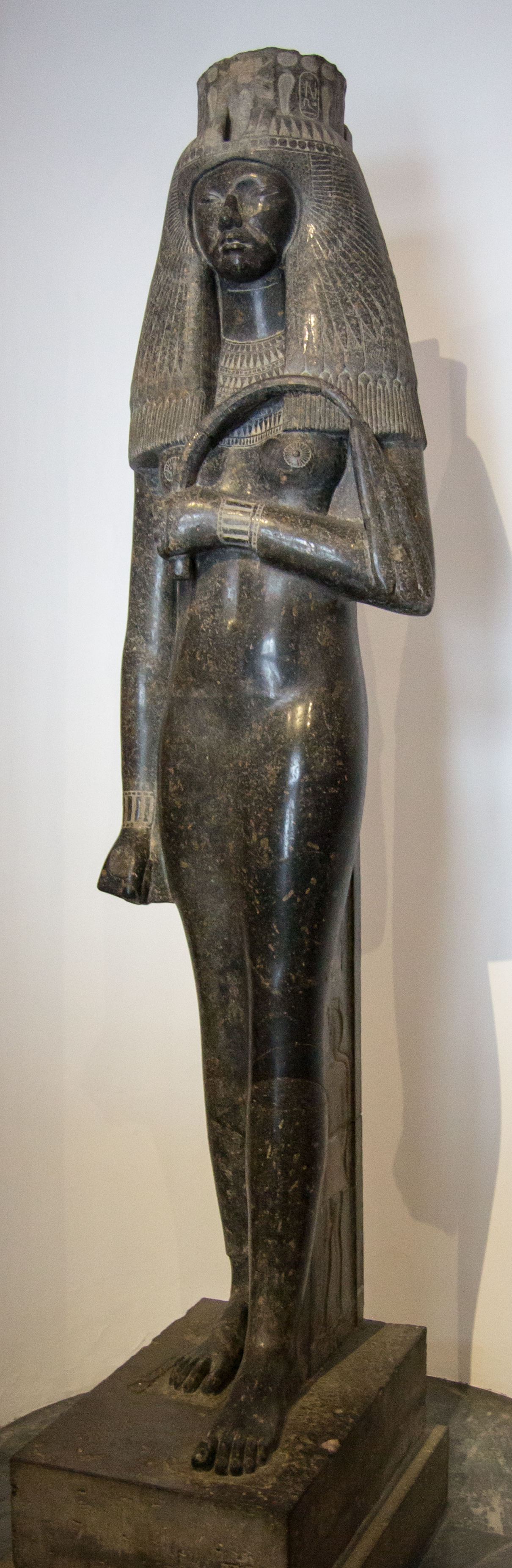
مجسمهٔ تویا در واتیکان.

تویا (انگلیسی: Tuya؛ ‏ درگذشته حوالی ۱۲۵۷ پش از میلاد) که توی و به‌ندرت موت-تویا یا موتی هم نامیده شده، ملکه اهل مصر باستان بود. وی همسر فرعون ستی یکم از دودمان نوزدهم مصر مصر و مادر تیا رامسس دوم و احتمالاً حنوت‌می‌رع بود.
او دختر رایا، یک ستوان در سپاه ارابه‌رانان فرعون و همسرش رؤیا یا تویا بود. ستی یکم و دختر تویا، تیا با یک کارمند عالی‌رتبه دولتی که او هم تیا نامیده می‌شد، پسر آمن‌واحسو ازدواج کرد. اکثریت قریب به اتفاق شواهد مکتوبی که به ملکه بودن تویا اشاره می‌کند مربوط به دوران سلطنت پسرش است، و این امر باعث می‌شود که احتمال داشتن لقب همسر بزرگ سلطنتی در دوران سلطنت شوهرش  کاملاً قطعی نباشد. از سوی دیگر، او به عنوان مادر تنها پسر شناخته شده پادشاه، ممکن است برخلاف همسر دیگر او یعنی دختر سلطنتی تانجمت، ملکه اصلی فرعون ستی یکم شود.
تویا به عنوان مادر رامسس دوم از وجود ممتاز مادر محترم پادشاه برخوردار بود. رامسس بنایی به‌یادماندنی را در معبد مرده‌خانه‌اش، معبد رامسیوم به مادرش تقدیم کرد و همچنین یک مقبره جدید خوب برای او در قسمتی از دره ملکه‌ها ساخت که برای دفن زنان خانواده‌اش ساخته بود. به دنبال معاهده صلح بین مصر و هیتی‌ها در سال بیست و یک حکومت رامسس دوم (۱۲۵۹ پیش از میلاد بر اساس «تاریخ‌نگاری کوتاه»)، تویا نامه‌های تبریکی برای پادشاه بزرگ هیتی خاتوشیلی سوم و ملکه او بودوخیبا ارسال کرد که او را به ترتیب «برادر» و «خواهر» نمادین خود خطاب کرد. با این حال، در زمان افتتاح معبد رامسس دوم در ابوسمبل در سال ۲۴ (۱۲۵۶ پیش از میلاد)، به نظر می‌رسد تویا مرده باشد.

## بناها و کتیبه‌ها
- یک مجسمه، موزه واتیکان شماره ۲۸ با شمایل حنوت‌می‌رع.[۱۵] این کتیبه ملکه تویا را به عنوان: مادر پادشاه جنوب و شمال مصر، ملکه مادر پادشاه جنوب و شمال مصر (حتی) هوروس-شاهین، گاو قوی، ارباب هر دو سرزمین، اوسرماعت‌رع ستپن‌رع، ارباب تاج‌ها، رامسس دوم، زندگی داده شده مانند رع؛ همسر خدا و همسر بزرگ سلطنتی، بانوی هر دو سرزمین، تویا، زنده بادا.[۱۶]
- در معبد رامسیوم، تکه‌هایی از کلیسای ضلع شمالی ملکه مادر تویا پیدا شد. رامسس دوم این کلیسا را به مادرش تقدیم کرده بود. در صحنه‌ای از این کلیسا نام پدر و مادر تویا ثبت شده است.[۱۶]
- معبد رامسیوم شامل صحنه‌هایی از تولد ملکوتی فرعون است.[۱۶]
- یک تندیس و بلوک پایه آن، که در تانیس یافت شد، اما در اصل اهل پر–رامسس بود. القاب او به عنوان شاهزاده خانم موروثی، رئیس حرمسرا، بسیار مورد لطف، همسر خدا و ملکه مادر، همسر بزرگ سلطنتی و غیره است.[۱۶]
- در ابیدوس نام تویا بر روی قطعات مجسمه سنگ آهکی و در متون معبد رامسس دوم آمده است.[۱۶]
- در معبد رامسیوم نام تویا بر روی قطعات یک غول پیکر و در صحنه‌های در اصلی (مرکزی) به سالن بزرگ تالار ستون‌دار ظاهر می‌شود.[۱۶]
- مجسمه ای حکاکی شده با نام و عناوین تویا در شهر هابو (شهر) یافت شد، اما احتمالاً از معبد رامسیوم سرچشمه گرفته است.[۱۶]
- ملکه تویا روی دو تا از کلوسوس‌ها کنار ورودی معبد در ابوسمبل دیده می‌شود.[۱۶]
- یک لنگه یادبود ماسه سنگی از دیر المدینه، نام رامسس دوم و تویا را ثبت کرده است.[۱۶]
- یک ستون سنگی که اکنون در وین (آیتم ۵۰۹۱) نگهداری می‌شود، رامسس دوم و پس از او تویا در حال ارائه یک پیشکش به اوزیریس هستند.[۱۶]
- یک درپوش شیشه‌ای سایبان آلابستر حکاکی شده به شکل سر ملکه تویا، امروزه در مجموعه موزه اقصر نگهداری می‌شود.[۱۷]
- سنگ یادبود در کفر الجبل (۳ کیلومتری جنوب جیزه) پیدا شد و او را همراه با ناظر خزانه داری تیا و همسرش تیا (دختر تویا) نشان می‌داد.[۱۸]

## مرگ و تدفین
تویا احتمالاً در سال ۲۲ سلطنت رامسس یا بلافاصله پس از آن درگذشت و در مقبره‌ای چشمگیر و با عظمت در سمت شمالی وادی اصلی دره ملکه‌ها (QV80) دفن شد. در مقبره او، عناوین تویا «از قسمت اول نامش برداشته شد تا برای ابد تبدیل به تویای ساده شود؛ از دست دادن پیشوند موت- نشان می‌دهد که مرگ او در یک وضعیت زمینی تقریباً روحانی به پایان رسیده است.»

## در فرهنگ عامه
از آنجایی که فرعونِ سِفر خُروج یا شِموت را عموماً همان رامسس دوم می‌دانند، تویا اغلب در اقتباس‌هایی از کتاب سِفر خُروج ظاهر می‌شود:
ملکه تویا اولین بار توسط ایرن مارتین بازیگر در فیلم ده فرمان سیسیل بی. دمیل به تصویر کشیده شده است، به عنوان یکی از خدمتکاران دختر فرعون «بِتیاه» که نقل قول مشهوری از او وجود دارد که «بِتیاه می‌تواند تمساح بی‌روح را به گریه بیندازد.»
در عزیز مصر‌ او مادرخوانده با محبت موسی است که صداپیشگی آن را هلن میرن بر عهده دارد. با این حال، او فقط به عنوان «ملکه» شناخته می‌شود.
سیگورنی ویور در فیلم خروج: خدایان و پادشاهان محصول ۲۰۱۴ به کارگردانی ریدلی اسکات نقش او را بازی کرده است.
در سال ۲۰۱۵، در مجموعهٔ تلویزیونی برزیلی ده فرمان نقش ملکه تویا توسط آنجلینا مونیز به تصویر کشیده شده است.